# Kelstern
Kelstern – wieś w Anglii, w Lincolnshire. Leży 19,1 km od miasta Grimsby, 33,8 km od Lincoln i 209,1 km od Londynu.
W 1961 roku civil parish liczyła 68 mieszkańców. Kelstern jest wspomniana w Domesday Book (1086) jako Cheilestorne/Chelestorne/Chelesturne.